# Mazogs
Mazogs ist ein Computerspiel aus dem Jahr 1982. Das Maze-Spiel wurde vom britischen Programmierer Don Priestley für den Heimcomputer Sinclair ZX81 geschaffen und vom Publisher Bug-Byte veröffentlicht.

## Handlung
Der Spieler muss mit seiner Figur ein großes Labyrinth durchqueren, um einen Schatz zu finden. Dieser ist dann wieder an den Startpunkt zurückzubringen.

## Spielprinzip
Anfangs ist man noch unbewaffnet und stirbt sofort bei einer Berührung mit einer nicht genauer beschriebenen bzw. erkennbaren Kreatur. An mehreren Stellen sind Schwerter versteckt, mit dem die Gegner kein Hindernis mehr darstellen. An bestimmten Stellen in den Gemäuern kann man eine Figur ansprechen, die dann den rechten Weg zum Schatz weist.

## Entwicklungs- und Veröffentlichungsgeschichte
Unter dem Namen Maziacs erschien 1983 ein Nachfolger, welcher allerdings nicht mehr für den ZX81 entwickelt wurde. Das Spiel erschien für den Commodore 64, Sinclair ZX Spectrum und MSX.

## Rezeption
Der Titel gilt mittlerweile als Klassiker und zählt zu den besten Spielen auf dem Heimcomputer Sinclair ZX81.
Beliebt war das Spiel auch in der DDR und inoffiziell erhältlich für den robotron KC 87 (hier mit grünem Hintergrund).